# تصرف مالایا توسط ژاپن
تصرف مالایا توسط ژاپن (انگلیسی: Japanese occupation of Malaya) تصرف مالایای بریتانیا توسط امپراتوری ژاپن در طول جنگ جهانی دوم بود که از سال ۱۹۴۱ تا ۱۹۴۵ ادامه داشت.
حدود ۸۰٬۰۰۰ سرباز انگلیس، هندی و استرالیایی در سنگاپور اسیر جنگی شدند و به ۵۰٬۰۰۰ اسیر ژاپنی‌ها در نبردهای اولیه شبه‌جزیره مالایا پیوستند. بسیاری از آنها با انجام کار اجباری می‌مردند. حدود ۴۰۰۰۰ سرباز هندی به ارتش ملی هند پیوستند و در کنار ژاپنی‌ها جنگیدند. بسیاری از آن‌ها بعدها به عنوان نیروی کار اجباری برای ساخت راه‌آهن برمه، محل پل رودخانه کوای به کار گرفته شدند.

## پس از شکست ژاپن
روند استعمارزدایی در شبه‌جزیره مالایا شامل مالزی، سنگاپور و برونئی، که از آسیایی‌های استعمارشده توسط انگلیس بودند، نسبتاً آرام پیش رفت، که در مقایسه با کشورهای همسایه جنوب شرقی آسیا کاملاً تضاد داشت.
مالایا در سال ۱۹۵۷ موفق به کسب استقلال سیاسی شد و در سال ۱۹۶۳ تشکیل فدراسیون مالزی اعلام شد. طبق قانون اساسی، مالزی از ۱۸ ایالت تشکیل شده‌است که ۹ ایالت از آنها ایالت‌هایی هستند که در راس آنها پادشاهان موروثی قرار دارند. پادشاهان از ترکیب خود برای مدت هفت سال عالی‌ترین حاکم کشور را انتخاب می‌کنند. دولت مرکزی به ریاست نخست‌وزیر نقش مهمی دارد. تونکو عبدالرحمان اولین نخست‌وزیر مالزی مستقل بود.
سنگاپور، که در یک زمان به عنوان یک بندر حمل و نقل رایگان ایجاد شده بود، پس از تشکیل فدراسیون مالزی بخشی از این کشور شد. با این حال، به زودی سنگاپوری‌ها احساس نابرابر بودن موقعیت خود را در این شکل‌گیری ایالتی کردند. در اوت ۱۹۶۵، تونکو عبدالرحمان و سیاستمدار مشهور سنگاپور لی کوآن یو (از ۱۹۵۹ تا ۱۹۹۰ اولین نخست‌وزیر جمهوری سنگاپور بود) توافق‌نامه ای در مورد خروج سنگاپور از مالزی را امضا کردند. در ۹ اوت ۱۹۶۵، استقلال سنگاپور اعلام شد و در دسامبر همان سال، وضعیت جمهوری به‌طور رسمی به آن اختصاص یافت.
در مورد برونئی، این کشور سلطنتی در سال ۱۹۶۴ استقلال خود را اعلام کرد. فعالیت نسبتاً ضعیف جنبش آزادی ملی در برونئی در درجه اول با ثبات سطح معیشتی نسبتاً بالای جمعیت و احترام سنتی به قدرت سلطان مرتبط است. اساس رونق کشور تولید و صادرات نفت است.